# Леннарт Мері
Леннарт Георг Мері (ест. Lennart Georg Meri; 29 березня 1929, Таллінн, Естонія — 14 березня 2006, Таллінн, Естонія) — естонський письменник і державний діяч, президент Естонії у 1992–2001. Один з лідерів естонського руху за незалежність на межі 1980-1990-их. Двоюрідний брат Арнольда Мері.

## Життєпис
Народився 29 березня 1929 в сім'ї дипломата.
У 1941 році вся сім'я Мері була репресована й заслана радянською владою до Сибіру, де у віці 12 років Леннарт Мері почав працювати на лісоповалі.
На початку 1950-х років сім'я повернулася до Естонії, у 1953 Леннарт на відмінно закінчив історичний факультет Тартуського університету. Після закінчення університету прийнятий до старого театру Естонії «Ванемуйне» драматургом. Пізніше Мері став режисером радіоспектаклів на Естонському радіо.
Активно займався літературною творчістю, робив переклади, писав сценарії, багато подорожував СРСР. Знятий Мері в СРСР спільно з фінськими й угорськими кінематографістами та заборонений до показу фільм «Вітер Чумацького Шляху», був нагороджений срібною медаллю кінофестивалю у Нью-Йорку.
У 1986 році університет Гельсінкі обрав Леннарта Мері своїм почесним доктором наук.
У 1963 році прийнятий до Союзу письменників Естонії, а 1986 — своїм почесним членом його назвала Спілка письменників Фінляндії.
Протягом 1963—1971 та 1976—1978 років працював на кіностудії «Талліннфільм».
З 1979 року — член президії Союзу письменників Естонії.
У 1988 році за його ініціативою створений неурядовий Естонський інститут для розвитку зв'язків із Заходом.
З 1988 року включився до політичного життя, був членом Конгресу громадян Естонії, що припинив існування у вересні 1992, і членом Конституційної Асамблеї. З 12 квітня 1990 до 23 січня 1992 обіймав посаду міністра закордонних справ в уряді лідера Народного фронту Естонії Едгара Савісаара.
З 30 січня до 6 квітня 1992 був міністром закордонних справ в уряді Тійта Вяхі.
У квітні 1992 призначений послом Естонії у Фінляндії.
У липні 1992 висунутий кандидатом на пост президента від блоку «Ісамаа» («Вітчизна»). 5 жовтня 1992 на першому засіданні Державних зборів (нині — Рійгікогу) в ході голосування отримав 59 голосів зі 101 та був обраний президентом Естонії. 6 жовтня 1992 склав присягу. 20 вересня 1996 переобраний на пост президента, здобувши 196 голосів колегії вибірників. 8 жовтня 2001 президент Естонії Леннарт Мері урочисто передав повноваження обраному 21 вересня президентом Арнольду Рюйтелю.
У 1998 отримав титул «Європеєць року».
У 2001 Академія наук Естонії обрала його своїм академіком.
У 2002—2003 був представником уряду Естонії в Конвенті майбутнього Європейського Союзу.
Отримав титули почесного доктора університету Гельсінкі, члена-кореспондента Європейської академії наук і мистецтв.

## Твори
- «По слідах кобр та чорних вдів» (1959)
- «Кораблі зеленого океану» (1961)
- «Біля брами Північного світла» (1974)
- «З країни, що зветься Естонія» (1995)

## Фільми
- «Водяний народ» (1970)
- «Вітер Чумацького Шляху» (1977)
- «Звуки Калеви» (1986)